# Monica Løkkeberg
Monica Brun Løkkeberg (* 5. Mai 1985) ist eine norwegische Fußballschiedsrichterassistentin.

## Werdegang
Løkkeberg begann 2001 als Schiedsrichterin und leitet Spiele für den SK Freidig. Sie lebt in Trondheim und arbeitet hauptberuflich als Krankenpflegerin.
Løkkeberg leitet Spiele im norwegischen Vereinsfußball der Damen und der Herren, unter anderem in der Toppserien sowie in der Eliteserien und der 1. Division. Sie war Schiedsrichterassistentin im Finale des norwegischen Fußballpokals in den Jahren 2006, 2008, 2010, 2015, 2019 und 2020.
Seit 2009 steht sie als Schiedsrichterassistentin auf der Liste der FIFA-Schiedsrichter (darüber hinaus auch als Videoschiedsrichterin) und ist an der Spielleitung internationaler Fußballspiele beteiligt, unter anderem in der Women’s Champions League und der Women’s Nations League.
Løkkeberg war unter anderem Schiedsrichterassistentin bei der U-17-Weltmeisterschaft 2012 in Aserbaidschan, in der EM-Qualifikation für die Europameisterschaften 2013 und 2022, in der europäischen WM-Qualifikation für die Weltmeisterschaften 2011, 2019 und 2023 sowie bei diversen Qualifikations- und Freundschaftsspielen.
Im April 2025 wurde Løkkeberg gemeinsam mit Fie Bruun als Assistentin von Frida Klarlund für die Europameisterschaft 2025 in der Schweiz nominiert.